# گلسن
شهر گلسندر ایالت برندنبورگ در کشور آلمان واقع شده‌است.